# باسكوالي فورنارا
باسكوالي فورنارا (بالإيطالية: Pasquale Fornara)‏ (مواليد 29 مارس 1925 - الوفاة 24 يوليو 1990) كان دراج إيطالي.

## التصنيف
| السنة                 | 1953 | 1954 | 1955 | 1956 | 1957 | 1958 |
| --------------------- | ---- | ---- | ---- | ---- | ---- | ---- |
| شالنج ديجرانج كولومبو | 4    | -    | 6    | -    | 10   | 7    |
|                       |      |      |      |      |      |      |
| مصدر: UCI             |      |      |      |      |      |      |

== سباقات أو مراحل فاز بها ==
| التاريخ        | السباق                           | المركز                                                                |
| -------------- | -------------------------------- | --------------------------------------------------------------------- |
| 23 أكتوبر 1949 | طواف لومبارديا 1949              | الثامن في التصنيف العام                                               |
| 01 يناير 1950  | Milan-Modène 1950                |                                                                       |
| 01 يوليو 1950  | طواف سويسرا 1950                 | العاشر في التصنيف العام                                               |
| 26 أغسطس 1950  | 1950 Tour du Lac Léman           |                                                                       |
| 01 يناير 1951  | طواف فيرزين 1951                 |                                                                       |
| 01 يناير 1951  | 1951 غران بيمونتي                |                                                                       |
| 23 يونيو 1951  | طواف سويسرا 1951                 | التاسع في التصنيف العام                                               |
| 21 أكتوبر 1951 | طواف لومبارديا 1951              | الخامس في التصنيف العام                                               |
| 21 يونيو 1952  | طواف سويسرا 1952                 | الأول في التصنيف العام، الثالث في تصنيف الجبال                        |
| 01 يناير 1953  | Grand Prix de Suisse 1953        |                                                                       |
| 01 يناير 1953  | 1953 Challenge Desgrange-Colombo | الرابع في تصنيف النقاط                                                |
| 01 يناير 1953  | Grand Prix de Lugano 1953        |                                                                       |
| 10 مايو 1953   | طواف روماندي 1953                |                                                                       |
| 13 أغسطس 1953  | 1953 Coppa Placci                |                                                                       |
| 01 يناير 1954  | Grand Prix Martini 1954          |                                                                       |
| 01 يناير 1954  | Grand Prix de Lugano 1954        |                                                                       |
| 18 أبريل 1954  | جيرو دي توسكانا 1954             |                                                                       |
| 16 مايو 1954   | 1954 طواف روماندي                |                                                                       |
| 14 أغسطس 1954  | طواف سويسرا 1954                 | الأول في التصنيف العام                                                |
| 01 يناير 1956  | غران بيمونتي 1956                |                                                                       |
| 13 مايو 1956   | 1956 طواف روماندي                |                                                                       |
| 19 يونيو 1957  | طواف سويسرا 1957                 | الأول في التصنيف العام، الأول في تصنيف الجبال، الثالث في تصنيف النقاط |
| 16 مارس 1958   | باريس-نايس 1958                  |                                                                       |
| 18 يونيو 1958  | طواف سويسرا 1958                 | الأول في التصنيف العام، الثالث في تصنيف الجبال                        |

## روابط خارجية
- باسكوالي فورنارا على موقع أرشيف الدراجات (الإنجليزية)
- باسكوالي فورنارا على موقع إحصائيات الدراجات الإحترافية (الإنجليزية)
- باسكوالي فورنارا على موقع CycleBase (الإنجليزية)